# Moapa Town
Moapa Town és una concentració de població designada pel cens dels Estats Units a l'estat de Nevada. Segons el cens del 2000 tenia 928 habitants.

## Demografia
Segons el cens del 2000, Moapa Town tenia 928 habitants, 273 habitatges, i 220 famílies La densitat de població era de 2,39 habitants per km².
Dels 273 habitatges en un 51,3% hi vivien nens de menys de 18 anys, en un 65,9% hi vivien parelles casades, en un 9,9% dones solteres, i en un 19,4% no eren unitats familiars. En el 14,7% dels habitatges hi vivien persones soles el 4,4% de les quals corresponia a persones de 65 anys o més que vivien soles. El nombre mitjà de persones vivint en cada habitatge era de 3,40 i el nombre mitjà de persones que vivien en cada família era de 3,81.
Per edats la població es repartia de la següent manera: un 38,8% tenia menys de 18 anys, un 7,7% entre 18 i 24, un 26,8% entre 25 i 44, un 19,5% de 45 a 64 i un 7,2% 65 anys o més.
L'edat mediana era de 28,8 anys. Per cada 100 dones hi havia 106,68 homes. Per cada 100 dones de 18 o més anys hi havia 100,71 homes.
La renda mediana per habitatge era de 48.365$ i la renda mediana per família de 49.327$. Els homes tenien una renda mediana de 38.929$ mentre que les dones 20.990$. La renda per capita de la població era de 17.587$. Aproximadament l'1,7% de les famílies i el 3,1% de la població estaven per davall del llindar de pobresa.

## Poblacions més properes
El següent diagrama mostra les poblacions més properes.